# Војиновићи из Херцег Новог
Војиновићи (Војновићи, грофови Воиновичи), су породица српског православног порекла из Херцеговине, која је из Попова поља око 1690. године дошла у Херцег Нови на тадашњој територији Венецијанске републике. Венецијанска република је Војиновићима 1771. доделила титулу грофова Венецијанске републике, тј. конта, која је у Русији била призната као титула грофова. Један део породице вратио се из Русије у Херцег Нови, а други је остао у Русији. Војиновићи су сматрали да воде порекло од средњовековних Војиновића, што не може да се поткрепи поузданим историјским подацима. Међутим, Венецијанска република им је признала (после 1771) грб Војиновића (штит са три једноглава орла, између којих се налази угласта пруга), на основу чега су користили титулу ужичких грофова тј. конте ужички, јер је Ужице био град у поседу Војиновића, тј. Алтомановића. Аустрија је признала грб Војиновићима 1815. Из породице Војиновића из Херцег Новог су руски адмирал гроф Марко Војиновић (1732—1806), руски адмирал Иван (Јован) В. Васиљев (Војиновић), руски генерал гроф Александар В. Војиновић, руски мајор гроф Георгије (Ђорђе) Васиљев (Војиновић) (1760-1821), руски капетан гроф Никола Војиновић који је освојио Анкону 1799, конте ужички Константин Косто Војиновић (1832-1903) и његови синови конте ужички Иво Војиновић (1857—1929), познати писац, аутор Дубровачке трилогије и конте ужички др Лујо Војиновић (1864—1951), секретар краља Николе I Петровића Његоша, министар правде Књажевине Црне Горе, гувернер краљевића Александра Карађорђевића, члан југословенске делегације у Версају, посланик (амбасадор) Краљевине Црне Горе у Ватикану.

## Порекло
Вујо Војиновић живео је почетком 17. века у Поповом пољу. Његови синови су сердар Милош Вујов Сердаревић и Јован Вујов Војиновић катунски кнез у Поповом пољу, одакле су се у време Бечког рата доселили око 1690. у Херцег Нови. Војиновићи су користили и презимена Кнежевићи и Сердаревићи. Венецијанска република је Војиновиће признала за кнезове, сердаре, колонеле и касније им је доделила титулу грофова венецијанске републике, тј. конта, која је у Русији била призната као титула грофова (страног порекла). Војиновићи су се истакли као поморски капетани, трговци у Трсту и Одеси 
Породица грофова Војиновића из Херцег Новог сматра да води порекло од средњовековних Војиновића. Нема поузданих историјских извора који би могли да потврде да Војиновићи из Херцег Новог воде порекло од средњовековних Војиновића. Међутим, Венецијанска република им је признала (после 1771) грб Војиновића (штит са три једноглава орла, између којих се налази угласта пруга) на основу чега су користили титулу ужичких грофова тј. конте ужички, јер је Ужице био град у поседу Војиновића, тј. Алтомановића. Аустрија је признала грб Војиновићима 1815.
Породично предање да воде порекло од Војиновића, понавља др Лујо Војиновић у једној полемици 1910. године: „Ред ми је дакле изјавити вам да се у породици која броји најмање 500 година историје, како је моја, традиције не броје, на кратке периоде од 30 година, ма како те кратке перијоде славне и часне биле. Пун удивљења за јавни рад мога оца (рад који је некада у другом облику био и Србима и Хрватима заједнички) - ја ћутим (осећам) да ми у жилама струји српска крв, она иста што је струјала у жилама кнеза Војислава Војно-вића, великога дворјаника Цара Уроша В, кнеза Николе Алтомановића; Војно-вића, антагонисте цара Лазара; кнеза Милоша Војновића, сестрића Душана цара Силнога и многијех другијех Војновића који по српскијем и рускијем пољанама све до наше добе мачем написаше неколико страница историје српског народа. Па како они нису могли бити до српски великаши, тако и ја, ништавни њихов потомак, нисам и не могу друго да будем него Србин, приправен дати свој живот за славу и величину српског народа“.
Вујо Војиновић живео је почетком и средином 17. века у Поповом пољу.
У старој поповској провинцији (у млетачким државним хартијама провинција Попово обухвата Требиње) двије су Сливнице. Једна је Сливница у требињској Површи. Друга Сливница, на опсегу Бобана, лежи у поповским брдима недалеко Пољица и Рапти (Бобана) уз које се везује Војин Војновић. На средокраћи старога пута између Осојника и Рапти.
Сердар Милош Вујов Сердаревић Војиновић помиње се као заповедник-сердар српске војске у време Великог рата (1684–1699), коме је касније млетачка власт одузела звање . Његови синови потписивали су се и као Милошевићи.
Јован Вујов Војиновић био је катунски кнез у Поповом пољу, одакле се у време Бечког рата доселио око 1690. у Херцег Нови. Војиновићи су користили и презиме Кнежевићи. Венцијанска република је Војиновићима доделила титулу грофова венецијанске републике, тј. конта, која је у Русији била призната као титула грофова.
Кнез Јован Вујов Војиновић имао је синове Војина, Василија (Васиља) и Павла.

## Војин Војиновић[6]
Војин Војиновић имао је сина Марка Војиновића, руског адмирала.

### Адмирал гроф Марко Војиновић (1732—1806)
Руски адмирал гроф Марко Војиновић (1732—1806) провео је детињство и рану младост бавећи се поморством. Када је Катарина Велика, настављајући дело Петра Великог почела обнављати руску флоту, Марко Војновић се појављује као добровољац у ескадри видеадмирала Арфа. Пошто се истакао лајтнант (поручник) Марко Војновић постаје заповедник фрегате Слава са којом се истакао у Првој архипелашкој експедицији (1769—1774) Балтичке флоте у дејствима у Егејском мору. Приликом освајања одбрамбених бедема тврђаве луке Митилене, Марко Војновић је 2. новембра 1771, први са својим људима ушао у адмиралитет и истакао на један турски бојни брод руску царску заству. 1772. у окршајима против турске флоте у водама Дарданела и Егејског мора запалио је 10 и запленио 3 турска брода за шта је одлаикован ореденом Св. Георгија 4. реда. Поред тога запленио је и један енглески и два грчка брода и одузео има кријумчарену робу. Током 1773. Марко Војновић учествује са својом фрегатом у свим важнијим борбама на обалама Турске и Сирије, као и у опсади и освајању Бејруга. По окончању рата 1774. руски цар Петар I произвео је Марка Војновића у чин капетан-комодора (капетана корвете), а четири године касније именован је за заповедника царичиног личног брода. 1781. Марко Војновић је из Астрахана кренуо са ескадром (три фрегате, један бомбардерски и два мања брода са 443 моранара и војника) ка источним обалама Каспијског језера са циљем изградње фортификације на овој обали да би се прокрчио пут руској трговини. Експедиција је била успешна. Марко Војновић је вештом дипломатијом користећи несугласице измешу разних претендената на шаховски престо успео да позиционира руску колонију, где је подигао батерију, касарну, болницу, стамбене објекте у астрабадском залву. Успео је и да одбрани утврђене од персијских напада. 1783. Крим је присаједињен Русији, па је одлучено да се оснује Црноморкса флота. Марко Војновић је постављен за заповедника првог црноморског брода Слава Катарине. Од 1786. постаје командант луке и флоте у Севастопољу. 1787. унапређен је у чин контраадмирала. У руско-турском рату 1787-1791 црноморска ексадра на челу са Марком Војновићем победила је турску флоту. Одликован је ореденом Св. Георгија 3. реда и Орденом Св. Ане. 1792. Војновић је смењен а на његово место дошао је Ушков, који је пре тога био њему потчињен. Након тога Марко Војновић, је по свом захтеву отпуштен из руске службе. Вратио се у Херцег Нови где је живео до 1769, када је реактивиран и постављен за начелника бродоградилишта на Дњепру. За адмирала највиши чин у руској морнарици произведен је 1801. године. Једно време био је руски посланик у Персији (Ирану). 1805. поднео оставку и пензионисан. 1807. умро је у Витепску у данашњој Белорусији.
Није имао потомства. Своје велико имање тестаментом оставио је православним Војиновићима, што би могло да указује на то да се прибојавао да ће његови рођаци, женећи се католикињама постепено у Далмацији покатоличити.

## Василије Јованов Војиновић (? – 1774)
Василије (Васиљ) Јованов Војиновић (? – 1774) био је ожењен Аном Магазиновић кћерком Симе Милутинова Магазина., првог начелника Топаљске општине (1719), дакле, историјског језгра Новске општине. Симо Милутиновић Томаша Магазиновић из Сливнице у требињској Површи постао је први изборни капетан (начелник) комунитади. Он је учинио напор да се ова општина устроји према одлуци и шеми која је одређена наредбом млетачког Дужда Јована Корнара из јула 1718. године. Он је носилац политичке одбране аутономног статуса комунитади. Он је потписник првог сачуваног Правилника ове општине, дакле, првог статута. На томе закону подизаће се Топаљска општина кроз доба венецијанске доминације, кроз своје најсјајније доба. Симо Магазин био је ктитор Саборне цркве топаљске Светога Спаса. Ова ће црква постати сједиштем општинске управе, и вјероватно је, управо овдје, крај епископске столице бокешко – далматинске, стајало сједиште аутономији. Градњом Велике цркве манастира Савина, опет ће та дјела понијети један од Магазина, Симов братучед, архимандрит савински, Данило Јованов Рајовић.
Васиљ и Ана Војновић имали су четири сина Јована, Ђорђа, Александра и Дмитра.

### Контраадмирал гроф Јован (Иван) Васиљевић Војиновић
Адмирал гроф Јован (Иван) Васиљевић Војиновић био је руски адмирал и сарадник грофова Орлова.
Иван Војновић веома се истакао као мајор прве класе у ескадри адмирала Алексеја Орлова која је крстарила по Средоземном мору и имала више борби са турским ратним и улцињским гусарским бродовима. Иван Воинович се истакао посебно у биткама код Бејрута и Патраса. Одликован оредном Св. Георгија 4. степена. Јован (Иван) Војновић био је од 1779. до 1788. руски генерални конзул у Грчком архипелагу.

### Генерал коњице гроф Александар Васиљевић Војиновић
Генерал гроф Александар Васиљевић Војиновић био је руски генерал.

### Дмитар В. Војиновић
Поморски капетан Дмитар В. Војиновић.

#### Капетан гроф Никола Војиновић
Капетан гроф Никола Војиновић, син Дмитра Војиновића и братанац генерала грофа Александра Војиновића и адмирала Ивана Војиновића, прославио се у заузимању Анконе 1799. године.
Нема поузданих података о његовом потомству у Русији.

### Мајор гроф Ђорђе Васиљевић Војиновић (1760-1821)
Мајор гроф Ђорђе Васиљевић Војиновић (1760-1821) био је руски официр. Вратио из Русије у Херцег Нови.
Оженио се 1800. године у Анкони Касандром Ангели Радовани (1748—1837) из католичке породице. Имали су сина Јована.

#### Конте Јован Ђ. Војиновић (1811-1837)
Конте Јован Ђ. Војиновић (1811-1837) умро је у 26. години живота. Са супругом Катарином Гојковић, чија је мајка била из породице митрополита Стевана Стратимировића, Стратимировића од Кулпина имао је два сина Константина и Ђорђа. Након смрти супруга Катарина Војиновић удала се за Пелегринија.

##### Конте ужички Константин - Косто Ј. Војиновић (1832-1903)
Конте Константин Ј. Војиновић (1832-1903). Оженио се 1855. Маријом Сераљи (Serragli) (1836-1922) из Дубровника, кћерком Луја Луиђија де Сераљиа (Luigi de Serragli) (1808-1902), трговца са дућаном на Плаци у Дубровнику, који је титулу аустријског витеза добио 1880, председника дубровачко-которске трговачке коморе, италијанског конзула, посланика у Далматинском сабору и Кристине Ђивовић, кћерке поморског капетана из Цавтата. Отац Луиђија Сераљија, Ђовани Сераљи (Giovanni Serragli), трговац, доселио се из Имоле, Ромања, око 1797. у Дубровник. Потомци породице Сераља живе у Италији.
Конте Константин Ј. Војиновић (1832-1903) и Марија Војновић, рођ. Сераљи имали су петоро деце Ива, Луја, Катицу, Еугенију и Кристину. Еугенија су удала за француског писца и новинара Шарла Лоазоа, пријатеља Срба. Венчао их је у Загребу, у цркви Светог Марка, бискуп Штросмајер.

##### Конте ужички Иво К. Војиновић (1857- 1929)
Нема потомства.

##### Конте ужички др Лујо К. Војиновић (1864-1951)
Лујо Војновић је право студирао у Загребу, дипломирао и докторирао у Грацу, службовао као судски чиновник у Загребу, затим као адвокатски приправник у Сарајеву и Трсту, а од 1894. до 1896. имао адвокатску канцеларију у Дубровнику, 1896. постаје секретар црногорског краља Николе а затим црногорски министар правде и реформише судство Црне Горе. Опуномоћени посланик Црне Горе у Ватикану, био је од 1901. до 1903, а од 1904. до 1906. гувернер краљевића Александра у Београду, на двору Петра I Карађорђевића. Између 1907. и 1911. у Бугарској је припремао терен за српско-бугарски споразум. У Црну Гору се враћа 1912, као шеф кабинета краља Николе. Од 1913. до 1914. делегат Црне Горе на Лондонској конференцији и потписује у Лондону мир са Турском, 28. маја 1913.
Конте ужички др Лујо К. Војиновић (1864-1951) у браку са Тинком Копач имао је две кћерке Марију и Ксенију.

###### Шидлоф
Марија Л. Војиновић, кћерка конта Луја Војиновића, била је удата за Шидлофа и живела је у Чешкој, касније у Чикагу.

###### Иван Шидлоф
Иван Шидлоф унук је конта ужичког др Луја К. Војиновића по кћерки Марији. Живи у САД.

##### Потомство Еугеније Луазо, рођ. контесина Војиновић (1866-1956)
Еугеније Луазо, рођ. контесина Војиновић (1866-1956), сестра Ива и Луја Војиновића била је удата за Шарла Луазоа (Charles Loiseau ) у Француској. Имали су троје деце:
- Костиа Луазо (+1918)
- Мари-Елен Јегер, рођ. Луазо. Има два сина и две кћерке.
- Пуковник Фредерик-Жан Лузао. Има две кћерке.

##### Конте ужички Ђорђе Ј. Војиновић (1833-1895)
Конте Ђорђе Ј. Војиновић (1833-1895) школовао се заједно са братом Константином у Дубровнику у гимназији где су покатоличени око 1850. године. По завршетку студија права у Падови, живео је у Херцег-Новом где је био начелник града, а касније и председник Далматинског сабора и један од оснивача Српске странке. Ђорђе се вратио у православље. Био је пријатељ са краљем Николом, одликовао га је краљ Милан. Важио је за кандидата за бугарски престо. Оженио се са Н. из италијанске породице Мартинели (Martinelli) из Трогира. Имали су троје деце Душана, Љубицу и Даринку.

##### Капетан конте ужички Душан Ђ. Војиновић (- 1884)
Конте ужички Душан Ђ. Војиновић син Ђорђа Војиновића, био је аустријски официр. Извршио самоубиство у Бечу 1884. године.

##### Гојковићи
Даринка Војиновић била је удата Гојковић. Имала је сина који је 1955. умро у Трсту.

##### Мирковићи
Љубица Војиновић била је удата за Мирковића. Имала је сина који је живео у Бечу.
Војиновићи су православне вероисповести. Међутим догодило се да је након смрти конте Јована Ђ. Војиновића (1811—1837), који умро је у 26. години његова супругом Катарина, рођ. Гојковић, била удата за католика Пелегринија. Тада су њени синови отишли код баке по оцу удовице руског мајора грофа Ђорђа Војиновића, контесе Касандре Војиновић, родом Италијанке из Анконе из породице Ангели-Радовани, да би кад су напунили 10 година били послати на школовање у Дубровник код пијаристија, где су покатоличени. Изгледа да је Константин остао у католичкој вероисповести док се Ђорђе вратио у православље. Константин се касније оженио такође католикињом из дубровачке породице Сераљи, што је даље допринело учвршћивању католичке вероисповести у породици Војиновић. Католицизам ове гране Војиновића која је живела у Херцег Новом, Дубровнику, Београду и Загребу онемогућило их је да наследе свог рођака руског адмирала Марка Војиновића, који је тестаментом своју имовниу оставио искључиво православним Војиновићима, очигледно из оправданог страха да ће његови рођаци бити покатоличени.
Војиновићи су породица српског порекла чија једна грана је остала да живи у Русији, где су постали Руси. Покатоличена грана Војиновића, такође није имала никакве забуне у погледу порекла и увек су се изјашњавали као Срби, о чему је потпуно јасно и недвосмислено сведочанство оставио др Лујо Војиновић. Две генерације Војиновића из Херцег Новог женили су се Италијанкама из породица Сераљи и Радовани. Између та два брака био је брак Јована Војиновића (православног) са Катарином Гојковић (православном) чија је мајка била из породице митрополита Стевана Стратимировића, Стратимировића од Кулпина. По томе се може закључити да нису имали ни кап хрватске крви, иако их хрватски аутори својатају сврставајући их у хрватску књижевност јер су део живота провели и школовали се на подручју на коме се данас налази Република Хрватска, или учествовали у политичком животу бановине Хрватске која се налазила унутар Угарске у саставу Аустрије, тј. Аустроугарске. Против хрваћења писао је др Лујо Војиновић 1910: „Па како они нису могли бити до српски великаши, тако и ја, ништавни њихов потомак, нисам и не могу друго да будем него Србин, приправен дати свој живот за славу и величину српског народа“, и поново, врло емотивно 1938, у време када се образовала хрватска национлна бановина у Краљевини Југославији: „А да отворено речемо досадила је нашему свету злоупотреба имена Хрват, хрватски, та злоупотреба не долази из једне народне потребе, она извире из логора извесних елемената који са невјероватно вјештом пропагандом искористиће бесконачну безазленост хрватских маса, са хипнотичком моћи одвратили народ од његових животних потреба и уцртали му у жиле отров лудила, гоњења. До реке која дели Србију од свега што је строго централистички Хрватско, и на том простору роварница непрестано ради, маљ на наковњу понавља непрестано један једини племенски тон. Оградио се најпре плот, па се оградила ограда, најзад зид налик на онај којим Кинези бранијаху од насртаја Монгола и ето ту, Далмација више није Далмација него рвацко приморје. Може ли се замислити веће централизације, сва су историјска имена искључиво хрватска, све је засебно, чак и књижевност и језик без и најмањег утицаја Срба, али велика и великог реформатора Вука. Бошковић је Хрват и само то, јер су покатоличени Херцеговци (Хрвати), Гундулић је Хрват, сви су дубровачки писци само Хрвати. Хрватски краљ Томислав је био господар Дубровника итд, итд, ми не знамо која нарочита знаменитија, ексклузивнија својства на тај фрагмент словинства више од великог скупног словинског имена које су се искључиво признавали и Бошковић и Гундулић а који су далматински Викинги задавали тешке ударце и самом крилатом лаву. Све радње су офанзивне, агресивне, изазивачког карактера, из чега се види да нису спонтано никле из просте хрватске душе. Они се понашају као неодговорна деца, а заборавља се када се деца играју жигицама не запале тако лако и своју кућу него и суседову. За Руђера Бошковића је једини завичај Дубровник а једина отаџ-бина је јужно словенство и словен-ство, једино осе-ћање. Зар је то тако незнатна ствар да се преко ње тако презриво прелази."".
Ни Отац Луја и Ива Војиновића Константин Косто Војиновић, који је као дечак био покатоличен и за разлику од свог брата Ђорђа, остао у католичкој вери, није имао недоуица о свом пореклу тврдећи да је српског рода, католичке вероисповести, а учесник у хрватској политици (Бановине Хрватске), јер је живео у Загребу .
Често се наводи да је руски писац Владимир Воинович близак рођак Војиновића, унук Ива Војиновића и слично, што није тачно. Нема поузданих података о било каквом сродству, иако је у једном интервјуу Воинович рекао да води порекло од Војиновића који «потичу од Војина зета Стефана Дечанског».
- Иво Војиновић
- Лујо Војиновић